# Šest slečen na vdávání
Šest slečen na vdávání (ve francouzském originále Six Demoiselles à marier) je jednoaktová buffo opereta (opérette-bouffe) francouzského skladatele Léa Delibese na libreto Adolpha Cholera a Adolpha Jaima. Měla premiéru 12. listopadu 1856 v pařížském divadle Théâtre des Bouffes-Parisiens.

## Vznik a charakteristika
Pařížské divadlo Bouffes-Parisiens, otevřené roku 1855 a vedené Jacquesem Offenbachem, bylo předním místem pro nově vznikající žánr operety. Skladatel Léo Delibes v něm debutoval v srpnu 1856 s operetní aktovkou Dvě staré ošetřovatelky; ta byla natolik úspěšná, že jen tři měsíce poté uvedlo totéž divadlo Delibesovu další jednoaktovou operetu s názvem Šest slečen na vdávání (původně studovanou pod názvem Les Jeunes Filles). S ohledem na Delibesovu prvotinu Za dva krejcary uhlí, uvedenou o něco předtím v konkurenčním divadle Folies-Nouvelles, se tak teprve devatenáctiletému skladateli podařilo uvést na jeviště hned tři díla za jediný rok.

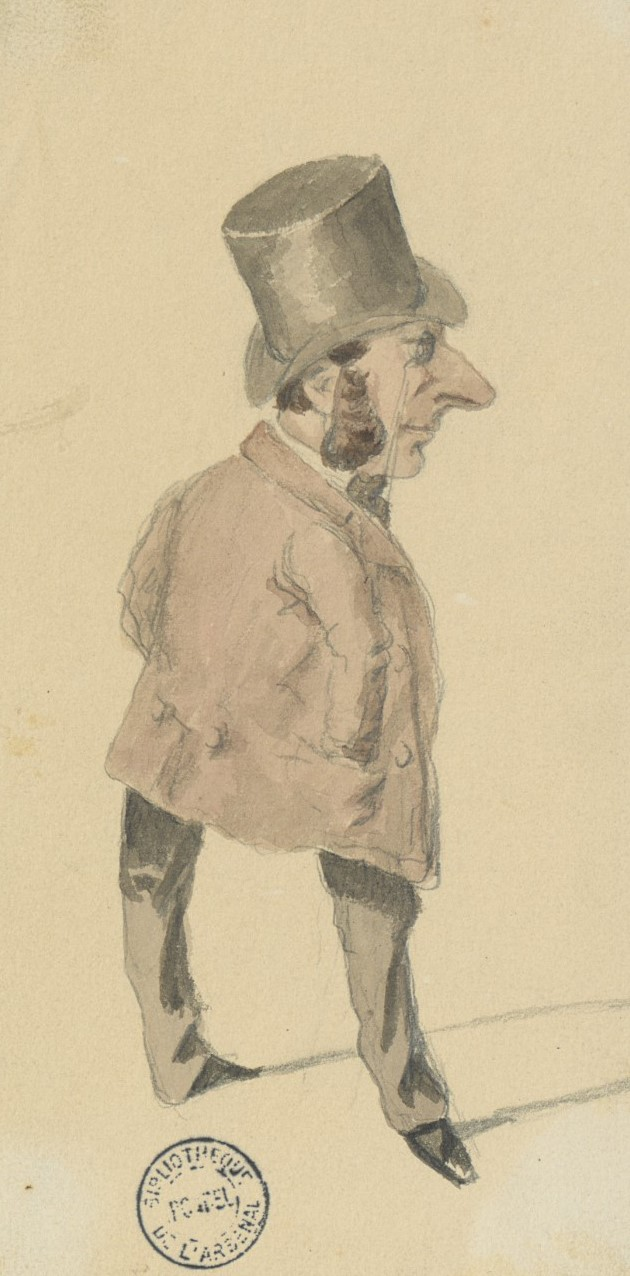
Libretista Adolphe Choler, kresba Lhéritiera

Jako libretista Šesti slečen na vdávání byl uváděn pouze (Joseph-)Adolphe Choler (1822–1889), autor řady úspěšných komedií a vaudevillů; jako libretista napsal už jen Róziny snoubence Clémence de Grandvalové (1863). Avšak jak dosvědčují i registry autorských práv, a jak prozrazoval i dobový tisk, podílel se na něm rovněž Adolphe Jaime (vl. jm. Louis-Adolphe Gem, 1825–1901), libretista spojený s Bouffes-Parisiens, který se podílel mj. na Offenbachově Chrupželezovi nebo Genovefě z Brabantu. Libreto je bláznivá fraška s nepravděpodobným dějem plným nečekaných situací, jaké byly charakteristické pro začátky Bouffes-Parisiens, a kritika Šest slečen přirovnávala k Ba-ta-clanu nebo Tromb-al-ca-zaru. Hudební zpracování je poměrně skromné – jen čtyři zpěvní čísla, avšak rozsáhlejší instrumentální části (předehra, hudba k „vojenskému cvičení“, pochod ke stolu, houslové sólo). Jean-Philippe Biojout uvádí, že hudební čísla jsou „jasně choreografická“ – předzvěst Delibesových pozdějších úspěchů v žánru baletu – a parodují Héroldova Zampu.

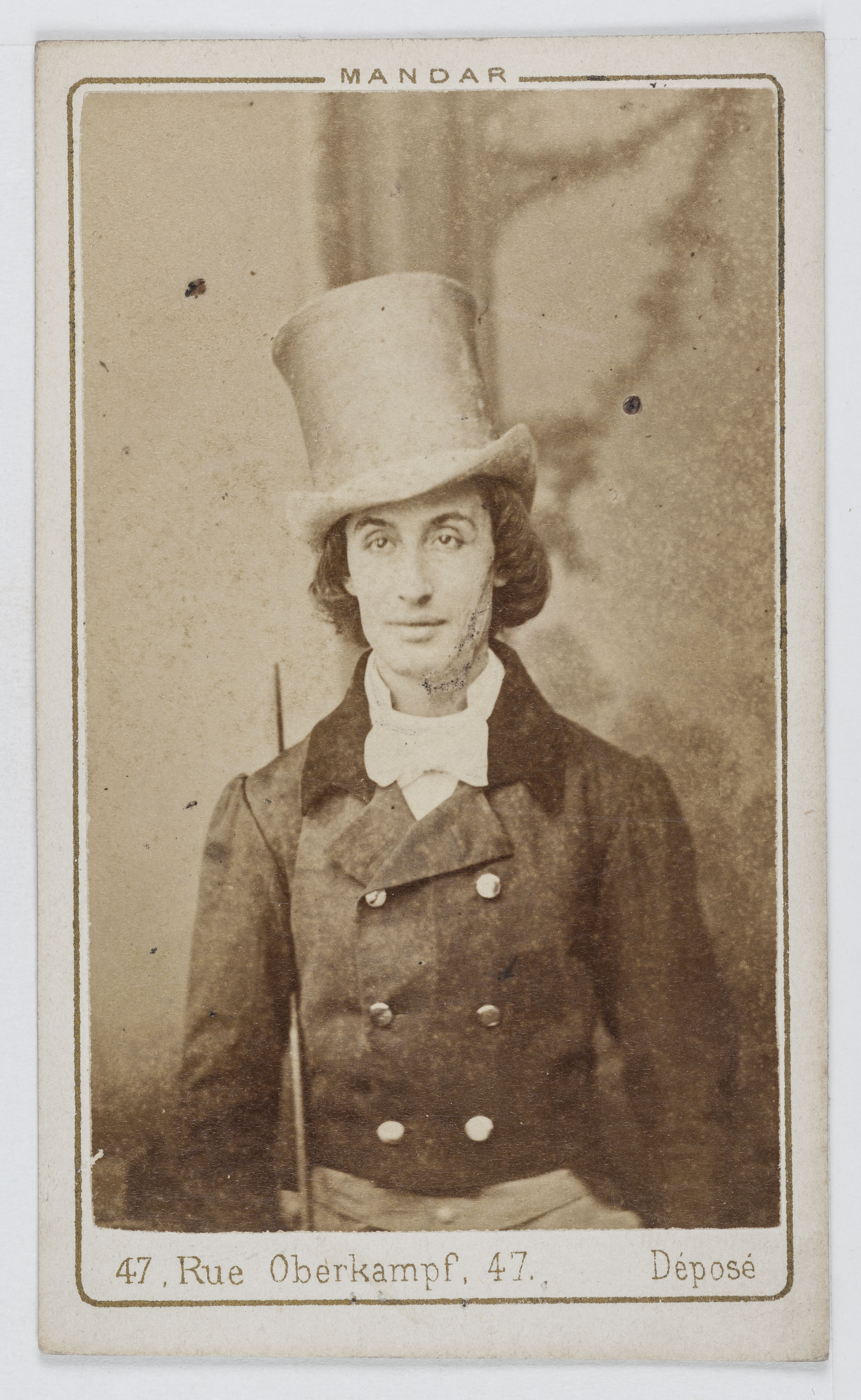
Henri Tayau, první Pâris v Šesti slečnách na vdávání

V době, kdy bylo Šest slečen na vdávání poprvé uvedeno, platil pro Bouffes-Parisiennes stále zákaz hrát kusy s více než čtyřmi mluvícími osobami. Proto je z titulních šesti slečen pět němých rolí; jejich úloha spočívala v účasti na pantomimických scénách – vojenský výcvik v první polovině operety a večeře v druhé – a v předvedení fantaskních regionálně charakteristických kostýmů. V roli Beaucoqa se představil komik Étienne Pradeau a v úloze nápadníka Pârise debutoval Henri Tayau. Ten nebyl vynikající zpěvák, ale zato zručný houslista a Delibes pro něho do této operety zkomponoval efektní houslové sólo (před č. 5); schopnosti, které Tayau takto prokázal, později naplno využil jako první představitel titulní role v Offenbachově Orfeovi v podsvětí.
Jules Réal psal o libretu v hudebním týdeníku Le Ménéstrel: „… bláznovství nad bláznovství. Takový kus se nevypravuje; je třeba ho vidět, je třeba poslouchat, popadajíce se za břicho…“ Podobně Aldino Aldini v Courier franco-italien odmítl vyprávět obsah: „Takováto libreta jsou více či méně pochopitelná nedorozumění, jejichž účelem je dát záminku skladateli a jejichž úspěch se měří homérským smíchem.“ I recenzent Revue et Gazette musicale de Paris ho považoval za „jednu z nejvíce ohromujících legrací, jaké si lze představit“. Benoît Jouvin v Le Figaro srovnával text této operety příznivě s předcházející Offenbachovou Chůvou: „přinejmenším tato se pohybuje v podmínkách přijatelného bláznovství a zábavné absurdity“.
Pokud jde o Delibesovu hudbu, recenzent Revue et Gazette především upozorňoval, že jde o dílo drobné. „Pan Léo Delibes […] se stáhnul do pozadí před panem Cholerem, a udělal dobře.“ Přitom však „autor Dvou starých ošetřovatelek nezůstal za svou prvotinou co do veselosti a vervy“. Taxile Delord v deníku Le Charivari psal: „Této lyricko-burleskní komedii nechybí verva ani veselí; hudba pana Delibese je živá, pikantní, duchaplná; bolero, tercet, pochod, duet, to vše sklidilo zasloužený potlesk.“ Aldini tvrdil, že Delibes „nalil do této formy čisté zlato, třpytivé, neslité,“ a přirovnával ho k Adolphu Adamovi. Jouvin v Le Figaro byl střízlivější: „Tato nová partitura mladého skladatele je duchaplná, alegantní a melodická a autor měl při uzpůsobování své inspirace divadlu a zvolenému žánru, což činil s dokonalým taktem, navíc tu nevysvětlitelnou přednost, že byl stručný. Hudební tlachalové nemají co říci a já jsem panu Delibesovi vděčen, že udržel mou pozornost.“ Podle Réala Delibes „napsal malou partituru, velmi živou, velmi duchaplnou a dobře rytmizovanou; povšimli jsme si v ní dueta, které by se neztratilo ani jinde, a kuplet o noži, o němž bychom věřili, že ho podepsal opravdový maestro. Pan Delibes (kterému není ani dvacet let) už dobře rozumí jevišti. […] je nyní zapsán u Bouffes-Parisiens; a nezůstane jen tam, tím jsme si jisti.“

## Inscenační historie

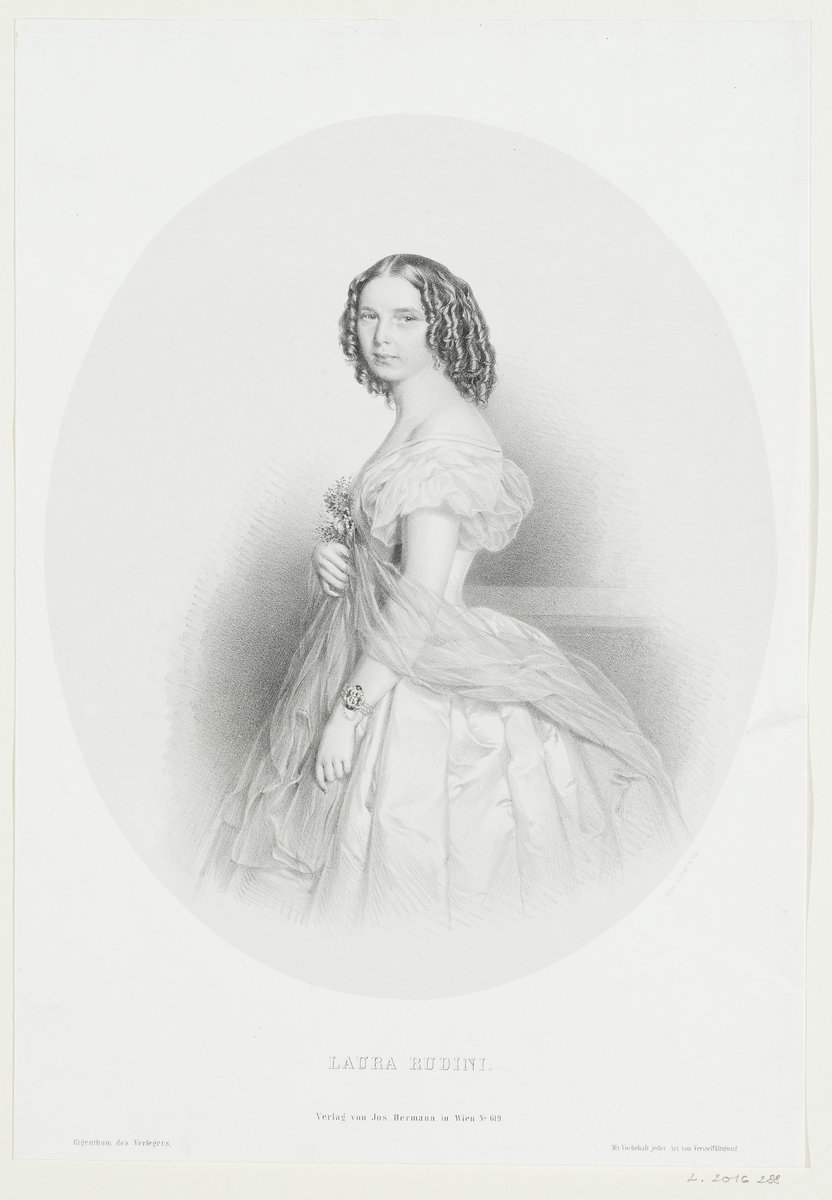
Laura Rudini, která hrála Sofii (tj. Sidonii) ve vídeňské inscenaci Šesti slečen na vdávání, litografie Adolfa Dauthaga z roku 1860

Šest slečen na vdávání mělo stejně jako Dvě staré ošetřovatelky značný úspěch u publika – opakováno muselo být zejména Segoviino bolero (č. 5) – a dosáhlo v sezóně 59 představení a udrželo se na repertoáru dlouhodobě. Uváděla je i jiná divadla ve Francii přinejmenším do 90. let 19. století.
Jako první Delibesovo dílo se Šest slečen na vdávání dostalo za hranice Francie, a to v podobě pirátské inscenace ve vídeňském Divadle na Vídeňce. Podle zakoupeného klavírního výtahu novou instrumentaci pořídil a vlastní předehru napsal kapelník Adolf Müller, libreto bylo značně přepracováno a „lokalizováno“ anonymním upravovatelem (možná Karlem Treumannem) a premiéra se konala 13. října 1860 pod názvem Sechs Mädchen zu verheirathen. Hlavní role hráli Albin Swoboda (Agamemnon Lüstig=Pâris), Josef Röhring (Chrisostomus Hahnenkamm=Beaucoq) a Laura Rudini (Sofie=Sidonie). Francouzská komika tohoto druhu ve Vídni příliš nezafungovala, do konce roku mělo Šest slečen jen šest repríz (srovnatelný Suppého Dívčí ústav 24) a celkem – sedm. Neúspěch Delibesova díla kritika přičítala „těžkopádné mělkosti německého libreta a jen prostřednímu provedení“. „Řídký potlesk, který tato bagatela získala, patřil výlučně hudbě,“ mínil list Das Vaterland a Wiener Zeitung přidával, že Delibes „zdá se neoplývá takovým melodickým bohatstvím jako Offenbach, ale přesto je většina čísel svěží a veselá a velmi pěkně zpracovaná“. Zato podle časopisu Der Humorist dílo „ztroskotalo na přihlouplém nudném textu a málo originální hudbě“, a proto skončilo „bez byť jen náznaku potlesku“.
Mnohem známější se ve střední Evropě tento námět stal poté, co libreto využil Franz von Suppé. Jeho varianta v úpravě Friedricha Wilhelma Rieseho pod názvem Deset děvčat a žádný muž (Zehn Mädchen und kein Mann, premiéra 25. října 1862) se stala jednou z nejpopulárnějších operet své doby, včetně českého prostředí.
Později se tato opereta hrála rovněž v Anglii (poprvé v Drury Lane 13. března 1867).

## Osoby a první obsazení

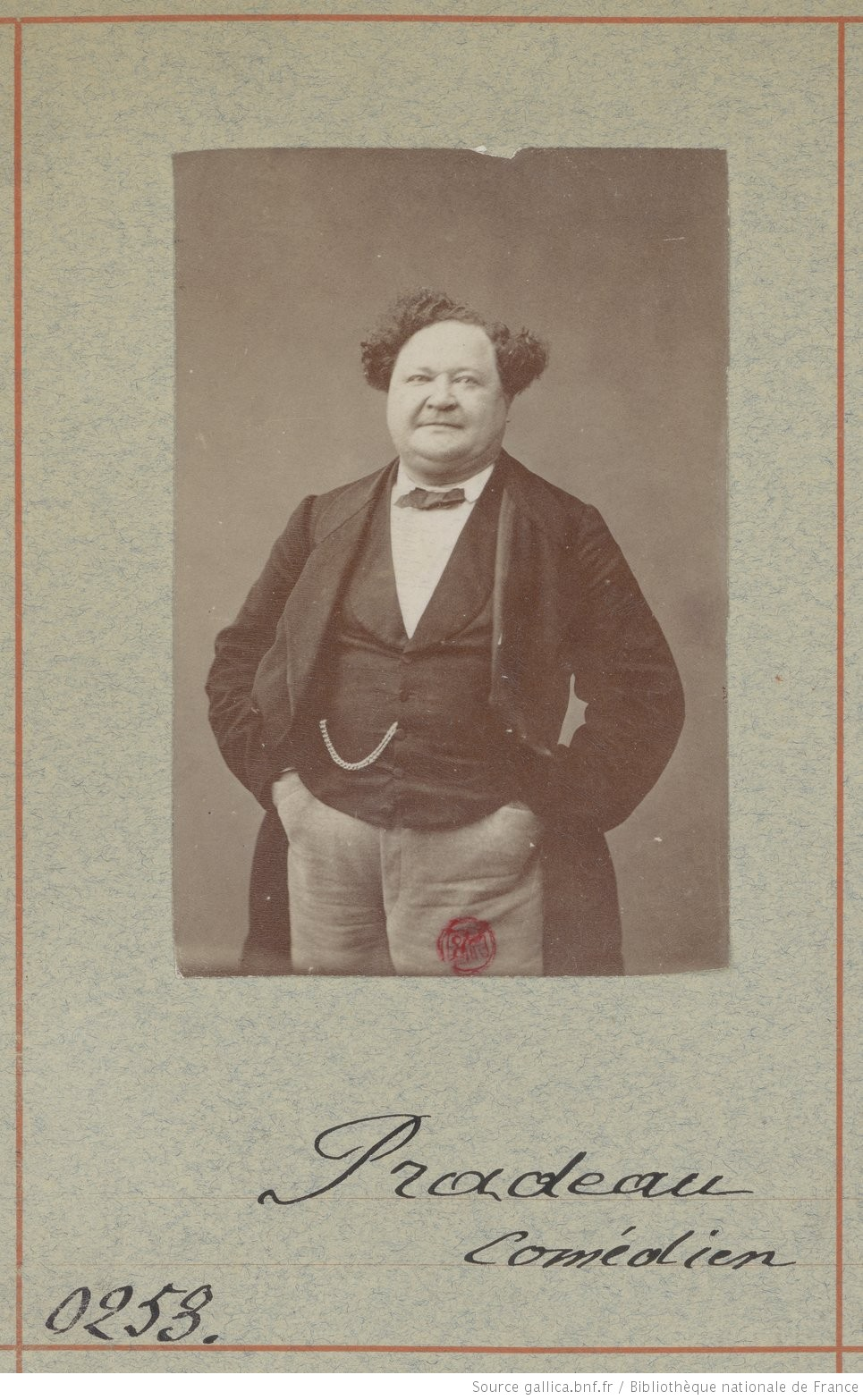
Étienne Pradeau, první představitel Beaucoqa v Šesti slečnách na vdávání

| osoba                                      | hlasový obor | premiéra (12. listopadu 1856) |
| ------------------------------------------ | ------------ | ----------------------------- |
| Beaucoq, otec                              | tenor        | Étienne Pradeau               |
| Pâris, nápadník                            | tenor        | Henri Tayau                   |
| Sidonie, Beaucoqova služka                 | soprán       | Marguerite Macé(-Montrouge)   |
| Segovia, Beaucoqova dcera, Segovanka       | soprán       | Marie Garnier                 |
| Soudjoukala, Beaucoqova dcera, Čerkézka    | němá role    | …                             |
| Barcelonia, Beaucoqova dcera, Barceloňanka | němá role    | …                             |
| Pesth, Beaucoqova dcera, Maďarka           | němá role    | …                             |
| Lieutza, Beaucoqova dcera, Tyrolačka       | němá role    | …                             |
| Miliana, Beaucoqova dcera, Miláňanka       | němá role    | …                             |

## Děj operety
(Poissy, salon v Beaucoqově domě s výhledem do zahrady, předehra)
Služka Sidonie čistí boty svého pána, pana Beaucoqa, a jeho šesti dcer ve věku na vdávání. Stěžuje si: stále po ní někdo něco chce a mzda není valná. – Rázný Beaucoq se usilovně snaží své dcery provdat. Nyní ho jako lest napadlo inzerovat, že výhodně podává nemovitosti „s malým přívažkem zdarma“, a doufá, že se chytne nějaký zájemce. Beaucoq svolává dcery, podrobuje je vojenskému výcviku a připravuje je na námluvy (č. 1 pochod a č. 1 bis repríza pochodu).
Už se blíží nějaký mladík; je to zvěrolékař Pâris. Sice je nemajetný, ale přesto si dům prohlíží znaleckým okem, zatímco Beaucoq ho hodnotí jako potenciálního zetě (č. 2 duet Pârise a Beaucoqa Le voilà! que mon âme est émue). Pán domu neponechává nic náhodě a poručí hned zavřít mříže kolem domu, aby mu ptáček neunikl. Přinutí Pârise, aby zůstal na večeři, ba i pomohl Sidonii přichystat stůl pro osm osob. Mladík svolí jednak proto, že z Beaucoqa vyzbrojeného noži a manickým pohledem jde strach, jednak proto, že se mu Sidonie zamlouvá (č. 3 duet Pârise a Sidonie Les couteaux, qu'a-t-il dit? a č. 3 bis ansámbl Pârise, Sidonie a Beaucoqa On va lui percer le flanc a Beaucoqův kuplet Pourquoi ton glaive est-il si rouge).
Následně Beaucoq zavolá ke stolu svých šest dcer, z nichž každá je ustrojena v úboru svého rodiště (č. 4 pochod ke stolu). Jak Beaucoq vysvětluje, jejich matka Cunégonde byla operní pěvkyně, která cestovala po celé Evropě, ale každý debut – vždy v titulní úloze Donizettiho Favoritky – jí překazily porodní bolesti. Až při debutu v dálném Mexiku ji unesli divoši…
Beaucoqovy dcery jeví o Pârise nezastíraný zájem. Nejprůraznější je Ségovia, která mu zazpívá žhavé bolero (č. 5 Sur les bords du Guadalquivir). Jenže Pâris kategoricky odmítá kteroukoli z nich. Beaucoq na něj zaútočí kordem a při improvizovaném souboji se ukáže, že zvěrolékař nosí na hrudi velký portrét své matky, kterou není nikdo jiný než Beaucoqova nebohá choť Cunégonde. Beaucoq optimisticky uznává Pârise za svého syna a ten otce zbaví případných dodatečných starostí tím, že prohlásí svůj úmysl oženit se se Sidonií. Tím je sice Beaucoq tam, kde byl na začátku, ale reklamní panel raději opět schová. Kdo ví, kolik Cunégondiných synů se ještě po světě toulá (č. 6 finále À l'Opéra Bouffas Parisiennas).